# Day of the Dead (2008)
Day of the Dead is een Amerikaanse horrorfilm uit 2008 onder regie van Steve Miner. Het betreft een niet geheel getrouwe remake van George A. Romero's gelijknamige origineel uit 1985, het derde deel uit diens reeks zombiefilms. Een essentieel verschil met Romero's origineel is dat de zombies in Miners versie niet langzaam voortschuifelen, maar snel op hun slachtoffers afsprinten.

## Verhaal
Wanneer een familie uit een klein plaatsje in Colorado naar de grote stad wil om hun zieke zoontje naar het ziekenhuis te brengen, blijkt dat het leger hun woonplaats heeft afgezet. Ze mogen het plaatsje niet uit van Kapitein Rhodes, totdat de overheid meer weet over de ziekte, die massa's mensen plots getroffen heeft. Hoewel de familie hier eerst niet aan wil, stelt hun buurmeisje en militair Sarah Bowman hen gerust met de mededeling dat het leger ter plekke medische faciliteiten heeft geopend.
Kort daarop breekt de hel los in het van de buitenwereld afgeschermde plaatsje, wanneer de besmette mensen massaal veranderen in bloeddorstige en watervlugge zombies die daarbij het virus razendsnel verspreiden. Bowman trekt daarop met een humvee het plaatsje in om te proberen haar moeder Francine en broertje Trevor uit huis te halen voor het te laat is. Ze neemt collega Bud Crain mee en weet ondertussen ook medemilitair Salazar ongedeerd op te pikken. Het aantal zombies neemt ondertussen in een noodtempo toe.

## Rolverdeling
- Ving Rhames: Kapitein Rhodes
- Mena Suvari: Sarah Bowman
- Linda Marlowe: Francine
- Michael Welch: Trevor
- Stark Sands: Bud Crain
- Nick Cannon: Salazar
- AnnaLynne McCord: Nina
- Matt Rippy: Dr. Logan
- Pat Kilbane: Wetenschapper
- Christa Campbell: Mrs. Leitner
- Ian McNeice: Radiopiraat Paul
- Michael McCoy: Mr. Noble